# Stazione di Sofia Centrale
La stazione di Sofia Centrale  (in bulgaro: Централна гара София) è la principale stazione ferroviaria a servizio della capitale bulgara.

## Storia
Un primo fabbricato viaggiatori fu inaugurato il 1º agosto 1888 per servire la linea Caribrod-Sofia-Vakarel, la prima linea delle Ferrovie dello Stato bulgare interamente costruita da ingegneri bulgari. L'edificio fu progettato dagli architetti Antonín Kolář, Václav Prošek e Marinov, e costruito con la partecipazione di specialisti italiani sotto la direzione dell'impresario bulgaro Ivan Grozev tra il 1882 e il 1888. Si trattava di un edificio a un piano, lungo 96 m e largo 12 m, con una piccola torre dell'orologio rivolta verso il Vitoša sulla facciata e un secondo piano nella parte occidentale e orientale. La stazione ferroviaria è stata ristrutturata e ampliata più volte. Quando nel 1948 fu costruita la stazione ferroviaria di Podujane, la stazione ferroviaria di Sofia fu rinominata Stazione Centrale.
Il vecchio edificio è stato completamente demolito il 15 aprile 1974, mentre la costruzione della nuova stazione centrale brutalista era iniziata nel 1971. La stazione fu inaugurata il 6 settembre 1974, su progetto della società Transproekt sotto la guida dell'architetto Milko Bečev. Ha due piani sotterranei e tre piani fuori terra e 365 locali ed è stata costruita principalmente in marmo bianco.